# Ljusbärare

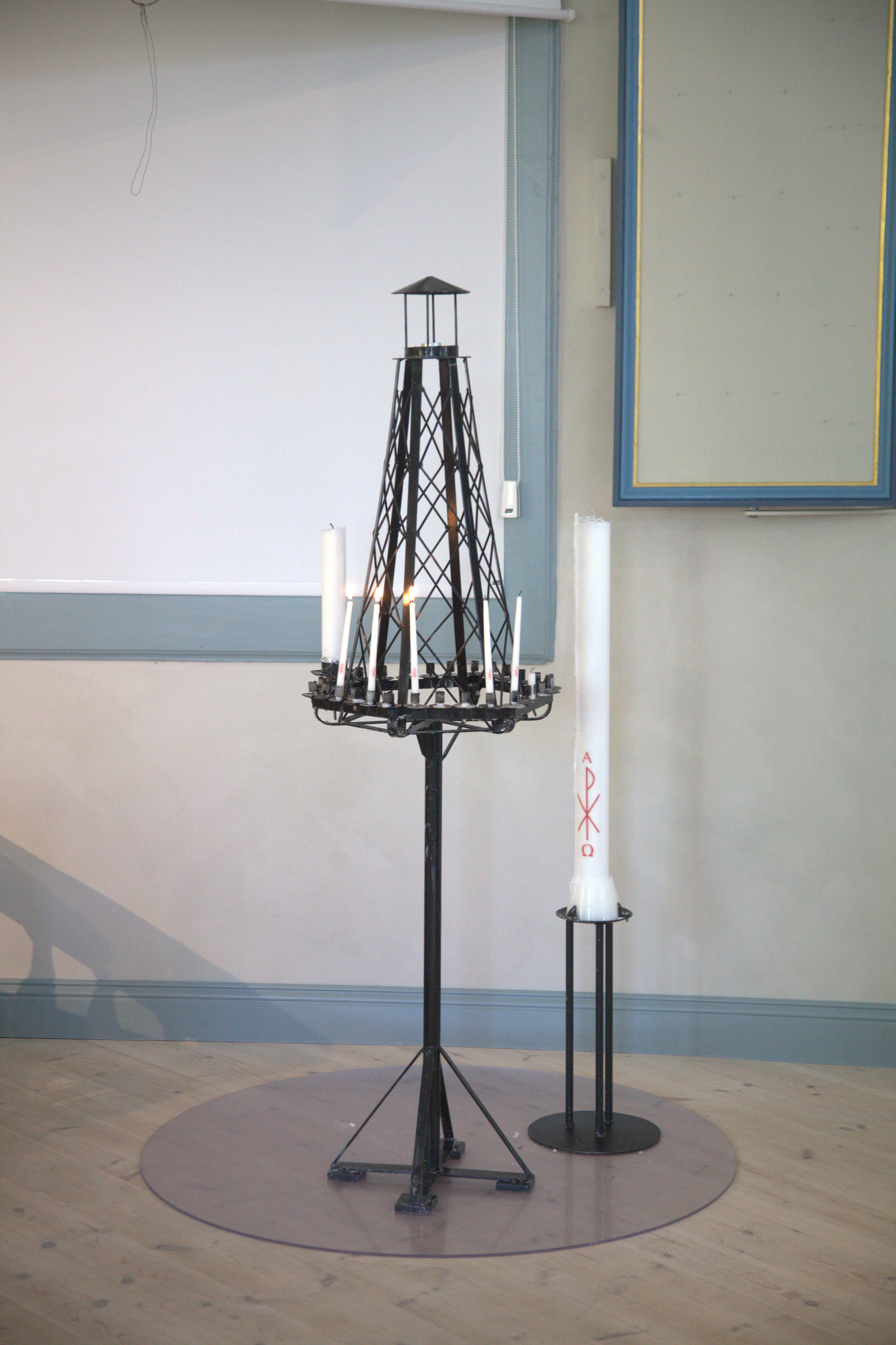
Ljusbärare i Rönnängs kyrka.

En ljusbärare är en större ljusstake i en kyrka, där besökare kan placera sina tända böneljus till exempelvis till minne av avlidna personer.
Inom Svenska kyrkan infördes den första ljusbäraren i modern tid av Martin Lönnebo i Uppsala domkyrka inför Kyrkornas världsråds generalförsamling i Sverige i juli 1968, ett möte skulle ha besökts av Martin Luther King, som blivit mördad i april samma år. Tidigare hade många i protestantiska kretsar förknippat ljuständning för enskilda personer med Romersk-katolska kyrkan, men liknande ljuständning har en viktig roll även inom de ortodoxa kyrkorna och inom judendomen.